# Pria Pula

La Pria Pula è uno scoglio dell'Italia, in Liguria, situato nel mare antistante l'abitato di Pegli, quartiere del ponente genovese.

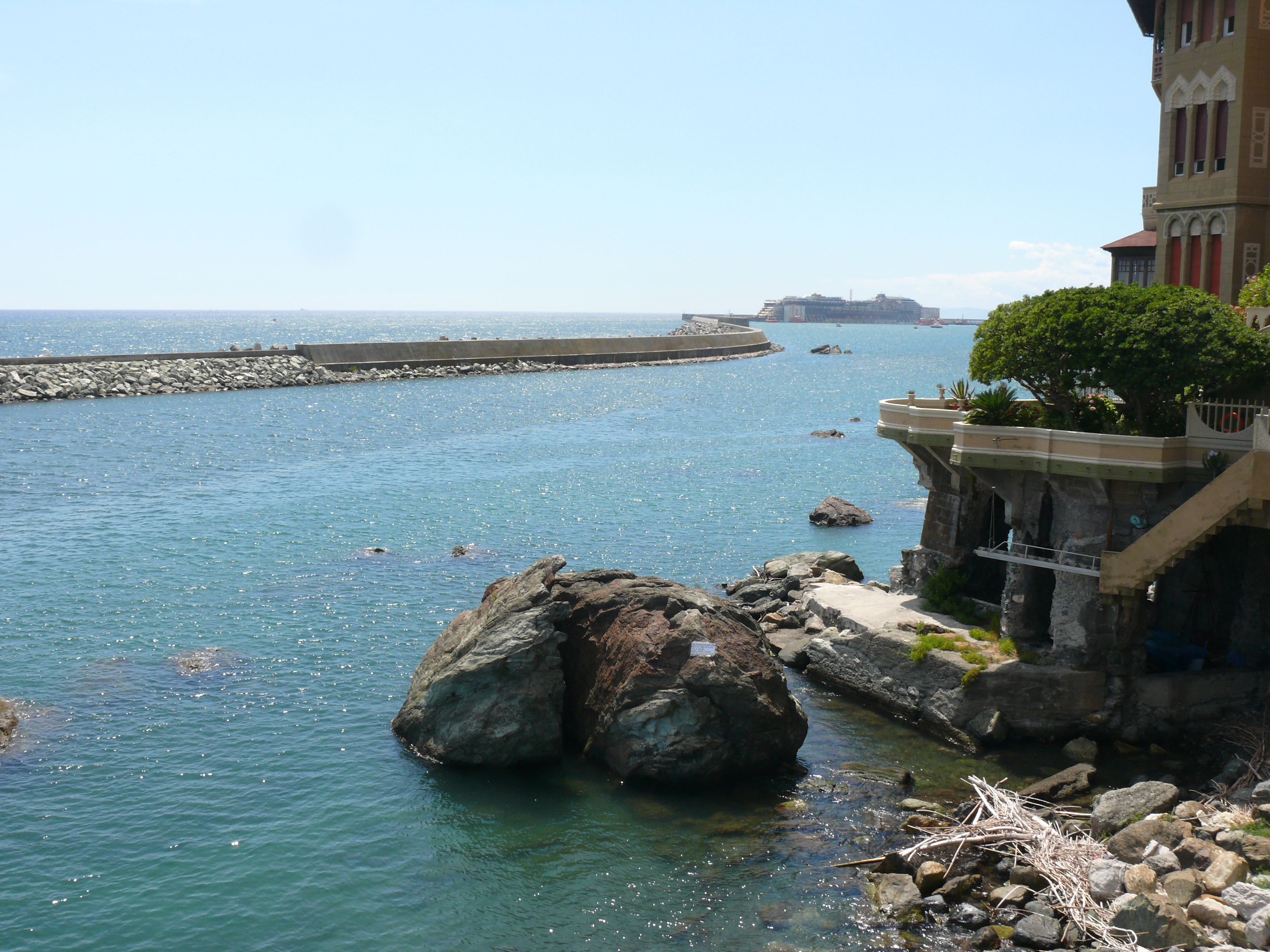
Scogli di Pegli: nella foto la Pria Pula è quella, apparentemente formata da tre scogli triangolari, più lontana dalla costa e più vicina al relitto della Costa Concordia. Lo scoglio tondeggiante in primo piano invece è lo Scoglio Spaccato (Scoeuggio Spaccou)

Si tratta in realtà di tre piccoli scogli affioranti a poca distanza dalla costa, ed è così chiamata per la sua forma che richiamava quella di una giovane pollastra (pula o pulla in ligure); questo caratteristico scoglio, da sempre punto di riferimento per i pegliesi e citato in alcuni modi di dire locali, ha rischiato di scomparire con la costruzione della diga foranea del porto di Pra'-Voltri ed è oggi compreso all'interno del bacino portuale, nei pressi dell'imboccatura di levante, utilizzabile unicamente da barche da pesca e da diporto.

## Curiosità
Il 17 maggio 1808, una fregata inglese attaccò la nave polacca francese Conception, ancorata presso gli scogli di Pria Pula. Fu l'inizio di una serie di incursioni da parte degli inglesi, giunti fino alla costa e puntualmente respinte dai napoleonici. L'anno seguente fu conferita la Legion d'onore a Giribaldi e al capitano Oldani.